# Don Quichotte (film, 1992)
Pour les articles homonymes, voir Don Quichotte (homonymie).
 (septembre 2021).
Pour plus de détails, voir Fiche technique et Distribution.
Don Quichotte est un film inachevé réalisé par Orson Welles.

## Synopsis
Les aventures du Chevalier à la triste figure perdu entre la Terre et la Lune, confrontant le monde ancien à la modernité, dans une Espagne rêvée et reconstituée qui le conduit de la Manche à Pampelune en passant par l’Estrémadure… accompagné de son fidèle serviteur.

## Fiche technique
- Titre original : Don Quijote de Orson Welles
- Réalisation : Orson Welles (Jesús Franco pour la finalisation en 1992)
- Scénario : Orson Welles, d'après le roman Miguel de Cervantes y Saavedra, Javier Mina, Jesús Franco
- Production : Patxi Irigoyen, Oja Kodar, Francisco Lara, Alessandro Tasca, Orson Welles, Oscar Dancigers
- Sociétés de production : El Silencio Producciones
- Photographie : Orson Welles
- Musique : Daniel White
- Format : noir et blanc − 35 mm − Dolby Stéréo
- Durée totale : 
  - plus de 10 heures de rush
  - 111 minutes ( Espagne)
  - 116 minutes
- Langue : espagnol
- Dates de réalisation : 1955 à 1972 par Orson Welles (inachevé)
- Date de sortie :
  -  Espagne : 20 avril 1992 (Expo '92 Sevilla)
  -  Argentine : 18 novembre 1997 (Mar del Plata Film Festival)
  -  Portugal : 10 novembre 2005
  -  France : 23 juin 2006 (DVD)
  -  Espagne : 5 septembre 2014 (Madrid)

## Distribution
- Francisco Reiguera : Don Quichotte
- Akim Tamiroff : Sancho Pança
- Orson Welles : lui-même
- Patty Mac Cormack

## Analyse de l’œuvre
Don Quichotte est un film mythique d’Orson Welles, tourné par morceaux sur une très longue période et resté inachevé. Pour des raisons économiques et de liberté créatrice, le film muet, en noir et blanc, sans script, sans scénario, avec une caméra portable, a été tourné de Paris au Mexique, et d'Italie en Espagne, au gré de l’inspiration. Welles commence le tournage en 1955 à Paris, puis le reprend en 1957 avant de l’interrompre à nouveau en 1959 et de le reprendre en 1961. En 1964 le film est « terminé » une première fois. Mais Welles le garde par devers lui ; il en est le producteur et ne semble pas en être satisfait. Il continue à tourner des séquences, toujours en muet. L’acteur Francisco Reiguera (Don Quichotte) est un acteur espagnol républicain interdit d’entrée en Espagne, il a 80 ans pendant le tournage. Il promène la silhouette de Don Quichotte du Mexique en Italie.
Welles remonte une deuxième fois le film dans les années 1970, puis semble à nouveau abandonner le projet, insatisfait, cherchant de nouvelles solutions. Don Quichotte est un « Work in Progress », un travail en cours. Au total il existe plus de dix heures de rush conservés entre Paris (Cinémathèque), l’Italie, le Mexique ou l’Espagne (Filmoteca). La Filmoteca Española conserverait ainsi quarante minutes de film monté et doublé par Orson Welles.
En 1991, les ayants droit d’Orson Welles proposent à Jess Franco de terminer le film de manière à pouvoir le sortir en salle en 1992.

## LeDon Quichotted'O.W. dans la version de Jess Franco

### Fiche technique
- Réalisation : Orson Welles et Jesús Franco
- Scénario : Orson Welles et Jesús Franco
- Montage : Rosa Maria Almirall, Fatima Michalzcik, Jesús Franco
- Supervision générale : Oja Kodar
- Producteur : Juan A. Pedrosa, Paxti Irigoyen
- Photographie : Orson Welles
- Format : noir et blanc − 35 mm − Dolby Stéréo
- Durée totale : 114 min
- Langue : espagnol

### Distribution
- Francisco Reiguera : Don Quichotte, avec la voix de José Mediavilla
- Akim Tamiroff : Sancho Pança, avec la voix de Juan Carlos Ordonez
- Orson Welles : le narrateur, avec la voix de Constantino Romero

### Analyse de l’œuvre
Jess Franco est un réalisateur de films fantastiques qui avait été l’assistant-réalisateur de Welles sur Falstaff. Il s’approprie le matériel de Welles pour donner une lecture « possible » des rushes en moins de deux heures. Don Quichotte et son fidèle compagnon Sancho errent dans une Espagne de rêves éveillés. Confronté à la modernité, le chevalier à la triste figure continue de poursuivre sa quête de morales absolues.
En plus de ses aventures classiques, les moulins, les moutons, Orson Welles lui donne de nouvelles aventures sauver une jeune femme d'un monstre mécanique (la Vespa qu'elle conduit), préserver le monde de l'invasion des caméras, rencontrer Welles, etc., un des plans les saisissant étant l’arrivée du chevalier en pleine ville, devant un café nommé « Don Quichotte ».
La critique a reproché à Jess Franco l’introduction d’effets spéciaux et une certaine facilité dans la reconstitution des dialogues post-synchronisés. Mais il ne faut pas oublier que la langue originale du film est l’espagnol, la voix du narrateur (censé être Orson Welles) est imitée dans la version anglaise.